# شونريو سوزوكي
شونريو سوزوكي، يُلقب بسوزوكي روشي. (18 مايو 1904 - 4 ديسمبر 1971) كان راهباً ومعلماً في تقليد السوتو زِن، ساعد في نشر بوذية الزِن في الولايات المتحدة، وهو يشتهر بتأسيس أول دير زِن بوذي خارج آسيا (مركز جبل تاساجارا للزِن). أسس سوزوكي مركز سان فرانسيسكو للزِن والذي يضم، إلى جانب المعابد التابعة له، واحدة من أكثر منظمات الزِن تأثيراً في الولايات المتحدة. كتابه "عقل الزن، عقل المبتدئ" هو واحد من أكثر الكتب شعبية عن الزِن والبوذية في العالم الغربي.   

## سيرة شخصية

### مرحلة الطفولة
ولد شونريو سوزوكي في 18 مايو 1904 في محافظة كاناغاوا جنوب غرب طوكيو باليابان. كان والده، بوتسومون سوغاكو سوزوكي، رئيس الدير لمعبد زن السوتو في القرية. كانت والدة شونريو يون، ابنة كاهن وتم طلاقها من زوجها الأول لكونها مستقلة للغاية. نشأ شونريو مع أخ غير شقيق أكبر منه من زواج والدته الأول وشقيقتين أصغر منه. كشخص بالغ كان طوله حوالي 4 قدم 11 بوصة (1.50 م).
كان المعبد "شوغان-جي" حيث عَمِلَ والده يقع بالقرب من هيراتسوكا، وهي مدينة تقع على خليج ساجامي على بعد حوالي خمسين ميلاً جنوب غرب طوكيو. كان داخل المعبد متواضعاً وكان على الأسرة أن تكون مقتصدةً جداً.
أدرك سوزوكي أنَّ عائلته فقيرة جداً عندما التحق بالمدرسة. كان سوزوكي حساساً ولطيفاً ولكنَّه كان عرضة لنوبات سريعة من الغضب. قام الصبية الآخرون بالسخرية منه بسبب رأسه الحليقة ولأنَّه كان ابن كاهن. فضَّل سوزوكي البقاء في الفصل على اللعب في ساحة المدرسة، وكان دائماً من أفضل الطلاب في صفه. أخبره معلمه أنَّه يجب أنْ يكبر ليصبح رجلاً عظيماً، ولكي يفعل ذلك عليه مغادرة محافظة كاناغاوا والدراسة بجد.

### فترة التدريب
في عام 1916، قرر سوزوكي البالغ من العمر 12 عاماً التدرُّب مع أحد تلاميذ والده، جيوكوجون سو أون سوزوكي.  كان سو أون ابن سوغاكو بالتبني ورئيس دير زون-إن وهو معبد سوغاكو السابق. اعتقد والدا سوزوكي في البداية أنه كان أصغر من أن يعيش بعيداً عن المنزل، لكنهما سمحا بذلك في نهاية الأمر. يقع دير زون-إن في قرية صغيرة تسمى موري شيزوكا في اليابان. وصل سوزوكي خلال فترة تدريب تستمر لمئة يوم في المعبد وكان سوزوكي أصغر طالب هناك. كان زون-إن معبداً أكبر من معبد شوغان جي. في الساعة 4:00 من كل صباح نهض سوزوكي ليمارس الزازن. بعد ذلك كان يُنشد السوترا ويبدأ في تنظيف المعبد مع الطلاب الآخرين. كان الجميع يعمل طوال اليوم وبعد ذلك، في المساء، كان الجميع يستأنفون الزان. كان سوزوكي يُبجِلُّ معلمه، الذي كان منضبطاً بشدة. والذي كان في كثير من الأحيان قاسياً على سوزوكي لكنَّ المعلم منح سوزوكي بعض الحرية كونه صغيراً جداً.
عندما بلغ سوزوكي عمر 13عاماً، في 18 مايو 1917، رسَّمَهُ سو أون كراهب مبتدئ (مياه السحابة).  تم إعطاؤه الاسم البوذي شوغاكو شونريو، ومع ذلك فقد أطلق عليه سو أون لقب الخيار الأعوج نظراً لأنه ينسى كثيراً ولا يمكن التنبؤ به. بدأ شونريو مرة أخرى بالذهاب إلى المدرسة الابتدائية العليا في موري، لكن سو أون لم يعطه الملابس المناسبة وجعله هذا موضع سخرية. على الرغم من سوء الحظ هذا لم يشتكي شونريو. وبدلاً من ذلك ضاعف جهوده في المعبد. عندما جاء شونريو لأول مرة إلى زون إن، كان ثمانية أولاد آخرين يدرسون هناك. لكن بحلول عام 1918، كان هو الوحيد الذي بقي. جعل هذا حياته أكثر صعوبة مع سو أون، الذي كان لديه المزيد من الوقت لمراقبته. خلال هذه الفترة، أراد سوزوكي مغادرة زون إن ولكن بنفس الوقت لم يرغب بالاستسلام.
في عام 1918، عُين سو أون على رأس معبد ثانٍ، على طرف يايزو، يسمى رينسو-إن. تبعه شونريو إلى هناك وساعد في إعادة ترتيب المكان. سرعان ما بدأت العائلات بإرسال أبنائها إلى هناك وبدأت الحياة في المعبد. كان سوزوكي قد فشل في اختبار القبول في المدرسة القريبة، لذلك بدأ سو أون يتعليم الأولاد كيفية قراءة وكتابة اللغة الصينية . سرعان ما أرسل سو أون طلابه للتدريب مع معلم رينزاي لفترة من الوقت. وعند هذا المعلم درس شونريو نوعاً مختلفاً جداً من الزِن، والذي يعطي أهمية خاصة لتحقيق الساتوري (الاستنارة) من خلال التركيز على الكوان أثناء الزازن. واجه سوزوكي مشاكل في التركيز على الكوان المُعطى له. في هذه الأثناء، تجاوز جميع الأولاد الآخرين الاختبار، وشعر سوزوكي بالعزلة. قبل حفل الرحيل مباشرة، ذهب سوزوكي إلى معلم الرينزاي وصرح بإجابته. نجح سوززوكي عند معلم الرينزاي. في وقت لاحق، اعتقد شونريو أنَّ المعلم فعل ذلك ببساطة ليكون لطيفاً مع سوزوكي.
في عام 1919، عندما كان عمر سوزوكي 15 عاماً، أعاده والداه إلى المنزل، لأنهم اشتبهوا في تعرضه لسوء المعاملة من قبل سو أون. ساعد شونريو في المعبد أثناء وجوده هناك ودخل المدرسة الإعدادية. ومع ذلك، عندما جاءت العطلة الصيفية، عاد شونريو إلى رينسو-إن و زون إن معا للتدرب مع سو أون والمساعدة. لم يكن شونريو يريد التوقف عن التدريب. تعلَّم سوزوكي اللغة الإنجليزية في المدرسة وكان أداءه جيداً. قام طبيب محلي وهو الدكتور يوشيكاوا بتوظيفه لتدريس ولديه اللغة الإنجليزية. عامل يوشيكاوا سوزوكي بشكل جيد، وأعطاه أجراً ونصائح من حين لآخر.

### التعليم العالي
في عام 1924، التحق شونريو بمدرسة سوتو الإعدادية في طوكيو بالقرب من شوجان جي، حيث كان يعيش قريباً من المدرسة في سكن الطلاب. من عام 1925 إلى عام 1926، تدرَّب سوزوكي على الزِن مع دوجون كاتو في شيزوكا في كيكنو. واصل سوزوكي تعليمه خلال هذه الفترة. هنا أصبح شونريو رئيس رهبان لمدة 100 يوم، وبعد ذلك لم يعد يُعتبر مجرد مبتدئ. وأكمل تدريبه كرئيس رهبان. في عام 1925، تخرَّج شونريو من المدرسة الإعدادية والتحق بجامعة كومازاوا ، لزِن السوتو في طوكيو. خلال هذه الفترة، واصل شونريو اتصالاته مع سو أون في زون إن كلَّما أمكن ذلك. كان بعض أساتذة سوزوكي يناقشون كيف يمكن لـزِن السوتو الوصول إلى جمهور أكبر من خلال الطلاب، وبينما لم يستطع شونريو فهم كيف يمكن للثقافات الغربية أن تفهم الزِن، كان مفتوناً بالفكرة. في 26 أغسطس 192، قام سوزوكي بتلقي الدارما من سو أون. وكان عمره عند ذلك 22 عاماً. تقاعد والد شونريو من منصب رئيس الدير في زشوجان-جي في نفس العام، وانقلت العائلة إلى أراضي زون-إن حيث شغل والده منصب متقاعد (رئيس الدير المتقاعد).
في وقت لاحق من ذلك العام، قضى سوزوكي وقتاً قصيراً في المستشفى مع مرض السل، لكنه سرعان ما تعافى. شهد عام 1927 فصل مهم في حياة سوزوكي. ذهب سوزوكي لزيارة مدرسة اللغة الإنجليزية كان يعرفها في كومازاوا تدعى الآنسة نونا رانسوم، وهي امرأة كانت تدرس اللغة الإنجليزية لأشخاص مثل الإمبراطور الأخير للصين، بو يي، وزوجته، والإمبراطورة الأخيرة للصين، جيغورو كانو (مؤسسة الجودو ) وأبناء الرئيس الصيني لي يوان هونغ وبعض أفراد العائلة المالكة اليابانية. لقد وظفته نونا رانسوم في ذلك اليوم ليكون مترجماً ويساعد في بعض المهمات. خلال هذه الفترة أدرك سوزوكي أنها كانت تجهل بشدة الثقافة اليابانية والبوذية. لم تحترمها إلا قليلاً جداً واعتبرتها عبادة أوثان. ولكن ذات يوم، عندما لم تكن هناك أعمال روتينية يتعين القيام بها، أجرى الاثنان محادثة حول البوذية غيرت رأيها. حتَّى أنها سمحت لسوزوكي أنْ يُعلمها تأمُّل الزازِن. كانت هذه التجربة مهمة لسوزوكي لأنَّه أدرك أن الجهل الغربي بخصوص البوذية يمكن تغييره.
في 22 يناير عام 1929، تقاعد سو أون من منصب رئيس دير زون إن وعين شونريو الرئيس ال رقم 28 للدير. في يناير عام 1930 أقيم احتفال تيني في زون في لشونريو. هذا الحفل كان بنقل دارما سوون إلى شونريو ، وكان بمثابة طريقة رسمية لرؤساء سوتو لمنح شونريو الإذن بالتدريس ككاهن. في 10 أبريل عام 1930، في سن 25، تخرج سوزوكي من كومازاوا دايغاكورين متخصصاً في فلسفة الزِن والبوذية بشكل رئيسي، وباللغة الإنجليزية كتخصص ثانوي. خلال هذه الفترة ذَكَرَ سوزوكي لـ سو أون أنَّه قد يكون مهتماً بالذهاب إلى أمريكا لتعليم الزِن البوذي. عارض سو أون هذه الفكرة بشدة. أدرك سوزوكي أنَّ معلمه شعر بأنه مُقرَّب جداً منه وأنَّه سيتعامل مع هذه المغادرة باعتبارها إهانة. ولذلك لم يذكر سوزوكي هذه الفكرة له مرة أخرى.

### إيهي-جي و سوجي-جي
بعد التخرج من كومازاوا، أراد سو أون من شونريو أن يواصل تدريبه في معبد السوتو زِن الشهير ايهي-جي في محافظة فوكوي. في سبتمبر 1930، دخل سوزوكي المعبد وخضع لفحص الزِن المعروف باسم تانجاريو. بقيت والدته ووالده في زون إن لرعاية المعبد أثناء غيابه. ايهي-جي هي واحدة من أكبر مراكز تدريب الزِن في اليابان، وكان رئيس الدير في هذا الوقت هو جيمبو كيتانو روشي. قبل مجيئه إلى اليابان، كان كيتانو رئيساً للسوتو الزِن في كوريا. وكان أيضاً أحد مؤسسي زينشوجي، وهو معبد لسوتو الزِن والذي يقع في لوس أنجلوس، كاليفورنيا. كان لدى والد سوزوكي وكيتانو تاريخ متوتر بينهما. تدرب سوغاكو مع كيتانو في وقت مبكر على الزِن وشعر أنَّه كان كاهناً بسبب وضعه العائلي وصِلاته. لكن شونريو لم ير ذلك في كيتانو. لقد رأى شونريو رجلاً متواضعاً يعطي تعليمات واضحة، وأدرك شونريو أنَّ والده كان مخطئاً جداً في تقييمه.
غالباً ما كان يتم تكليف الرهبان بواجبات في الدير وخدمة معلمين معينين. تم تكليف شونريو بخدمة إيان كيشيزاوا -روشي، وهو مدرس معروف في ذلك الوقت كان قد درس سابقاً على يد مدرسين يابانيين عظيمين وهما: سوتان أوكا و لدي نيشي. لقد كان هذا المعلم باحثاً مشهوراً لتعاليم دوغِن شوبوغينزو، وكان أيضاً أحد معارف والده منذ الطفولة. كان كيشيزاوا صارماً لكنَّه لم يكن مسيئاً، وكان يعامل سوزوكي بشكل جيد. تعلَّمَ سوزوكي الكثير منه، ورأى كيشيزاوا فيه الكثير من الإمكانات. من خلاله استطاع سوزوكي تقدير أهمية تحية الانحناء في ممارسة الزن. في كانون الأول (ديسمبر)، جلس سوزوكي في أول سيشين حقيقي له لمدة 7 أيام، كانت هذه المحنة تمثل تحدياً له في البداية ولكنَّها أثبتت فائدتها له في النهاية. اختتمت هذه المحنة فترة تدريبه الأولى في ايهي-جي.
في سبتمبر 1931، بعد فترة تدريب أخرى و اتصال في ايهي-جي، رتَّب سو أون لسوزوكي للتدريب في يوكوهاما في سوجي جي، وهو معبد السوتو الآخر الرئيسي في اليابان، ومرة أخرى خضع سوزوكي لتدريبات التانغاريو القاسية. تم تأسيس سوجيجي على يد معلم الزِن العظيم كيزان وكان الجو هناك أكثر استرخاء من ايهي-جي. سافر سوزوكي إلى زون إن بشكل متكرر ليكون حاضرأً في معبده. في عام 1932، جاء سو أون إلى سوجي جي للزيارة مع شونريو، وبعد سماعه عن رضا سوزوكي في المعبد، نصح سو أون سوزوكي بالمغادرة. في أبريل من ذلك العام، غادر سوزوكي سوجي جي مع بعض الأسف وعاد إلى زون إن، ليعيش مع أسرته هناك. في شهر مايو زار سوزوكي مع إيان كيشيزاوا من ايهيجي وطلب، بمباركة سو أون، مواصلة الدراسة تحت قيادته. ذهب سوزوكي إلى جيوكودين-إنليتلقى تعليماته، حيث دربه كيشيزاوا بجد في الزازِن وأجرى مقابلات شخصية معه.
في وقت ما خلال هذه الفترة تزوج سوزوكي من امرأة مصابة بالسل. تاريخ واسم المرأة غير معروف، لكن هذا الزواج فُسخ بسرعة. عادت الامرأة للعيش مع عائلتها بينما ركَّز سوزوكي على واجباته في زون إن. وبحسب ما ورد كان سوزوكي منخرطاً في بعض الأنشطة المناهضة للحرب خلال الحرب العالمية الثانية، ولكن وفقاً لديفيد تشادويك، فإنَّ الدليل على ذلك غير قاطع، بأحسن الأحوال، كانت نشاطات سوزوكي منخفضة المستوى. ومع ذلك، وبالنظر إلى الدعم الحماسي للحرب من قِبَل المؤسسة الدينية بأكملها في اليابان في ذلك الوقت، فإنَّ حقيقة انخراط سوزوكي في هذه النشاطات يظهر جانباً مهماً من شخصية سوزوكي.

### مركز سان فرانسيسكو للزِن
في 23 مايو عام 1959، وصل شونريو سوزوكي إلى سان فرانسيسكو لحضور سوكو جي ، في ذلك الوقت معبد سوتو زين الوحيد في سان فرانسيسكو. كان عمره 55 عاماً. تولى سوزوكي منصب الكاهن المؤقت لـ واكو كازوميتسو كاتو. فوجئ سوزوكي بالبوذية المتأمركة والمخففة التي تمارس في المعبد، ومعظمها من قبل المهاجرين اليابانيين الأكبر سناً. لقد وجد سوزوكي الثقافة الأمريكية مثيرة للاهتمام وليس من الصعب التكيف معها، حتَّى أنَّه علَّق مرة واحدة قائلاً «إذا كنت أعرف أن الأمر سيكون هكذا، لكنت قد أتيت إلى هنا قبل ذلك!» واستغرب أن يكون جنود كان من قبل كنيساً يهودياً (في 1881 شارع بوش، وهو الآن معلم تاريخي). كانت غرفة النوم الخاصة بسوزوكي تقع في الطابق العلوي، وهي غرفة بلا نوافذ مع مكتب مجاور.
في وقت وصول سوزوكي، كان الزِن قد أصبح موضوعاً ساخناً بين بعض المجموعات في الولايات المتحدة، وخاصة ثقافة البيت. كان هناك تأثير كبير للعديد من الكتب عن الزِن والبوذية من تأليف آلان واتس. بدأت الأخبار تنتشر عن سوزوكي بين البيتينيك من خلال أماكن مثل معهد سان فرانسيسكو للفنون والأكاديمية الأمريكية للدراسات الآسيوية، حيث كان آلان واتس مديراً. كان كاتو قد قدم بعض الندوات في الأكاديمية وطلب من سوزوكي أن يحضر إلى فصل كان يقدمه هناك عن البوذية. وأثار هذا رغبة سوزوكي تعليم الزن للغربيين. كان الفصل مليئاً بالأشخاص الراغبين في معرفة المزيد عن البوذية، وكان وجود معلم زن مصدر إلهام لهم. جعل سوزوكي القصل يؤدي الزازن لمدة 20 دقيقة، ويجلس على الأرض دون زافو (وسادة) مع التحديق إلى جدار أبيض. شيئاً فشيئاً، ظهر المزيد من الأشخاص كل أسبوع للتدرُّب على الزازِن لمدة 40 دقيقة مع سوزوكي في الصباح. كان الطلاب يرتجلون، مستخدمين الوسائد المستعارة من أي مكان يجدونها.
أسست المجموعة التي تدرَّبت مع سوزوكي في النهاية مركز سان فرانسيسكو للزِن مع سوزوكي. ازدهر مركز الزِن حتَّى أنه في عام 1966، وبناءً على طلب وتوجيه من سوزوكي، ساعد زينتاتسو ريتشارد بيكر على شراء ينابيع تاساجارا الساخنة في غابة لوس بادريس الوطنية، والتي أطلقوا عليها اسم مركز تاساجارا لزن الجبل . في خريف عام 1969، اشتروا مبنى في 300 شارع الصفحة بالقرب من حي هايت السفلى في سان فرانسيسكو وحولوه إلى معبد زِن. ترك سوزوكي منصبه في سوكوجي ليصبح أول رئيس دير لواحد من أوائل أديرة التدريب البوذي خارج آسيا. كان يُعتقد أن رحيل سوزوكي عن سوكوجي كان مستوحى من عدم رضاه عن الممارسة البوذية السطحية لمجتمع المهاجرين اليابانيين وتفضيله للطلاب الأمريكيين الذين كانوا مهتمين أكثر بجدية بتأمل الزِن، ولكن ذلك القرار كان تحت إصرار من مجلس سوكوجي، الذي طلب من سوزوكي اختيار أحدهما أو الآخر (لقد حاول سوزوكي الاحتفاظ بكلا الدورين). على الرغم من أن سوزوكي كان يعتقد أن هناك الكثير لتعلمه من دراسة الزِن في اليابان، إلا أنه قال أنَّ طحالباً قد نمت على فروعه، رأى سوزوكي طلابه الأمريكيين كوسيلة لإصلاح الزِن وإعادته إلى الزازن النقي- (التأمُّل) والجذور المتمحورة حول الممارسة.
توفي شونريو سوزوكي في 4 ديسمبر عام 1971 وعلى الأرجح بسبب مرض السرطان.

### المنشورات
تم نشر مجموعة من محاضراته عن الزِن في عام 1970 في كتاب عقل الزِن، عقل المبتدئ خلال حياة سوزوكي. تم جمع محاضراته حول نص ساندوكاي في كتاب تدفَُق التيارات المتفرعة في الظلام، وهو من تحرير ميل ويتسمان ومايكل فينجر ونُشر في عام 1999. قام إدوارد إسب براون بتحرير كتاب «ليس كذلك دائماً: ممارسة الروح الحقيقية لزين» والذي تم نشره في عام 2002.
سيرة حياة سوزوكي الشخصية، بعنوان خيار ملتوي، كتبت من قِبَل ديفيد تشادويك في عام 1999. 

## الاقتباسات
- "في ذهن المبتدئ هناك العديد من الاحتمالات، بينما في ذهن الخبير قلة منها. [13]